# 博尔米达
博尔米达（義大利語：Bormida），是意大利萨沃纳省的一个市镇。总面积22.43平方公里，人口390人，人口密度19.8人/平方公里（2014年）。ISTAT代码为009014。